# Kasos
Kasos, (også Kassos; Græsk: Κάσος; Italiensk: Caso eller Kássos ) er en lille græsk ø i Dodekaneserne tæt på Tyrkiet.
De største øer i Dodekaneserne er Rhodos og Kos.

## Kasos
- er 66 km² stor, med 1.200 indbyggere. Hovedbyen hedder Fry.
- har en national lufthavn ved navn ”Kasos Municipal Airport”, der beflyves af Olympic Airlines (Olympic Airways).